# Afrixalus sylvaticus
Afrixalus sylvaticus е вид жаба от семейство Hyperoliidae. Видът е застрашен от изчезване.

## Разпространение
Разпространен е в Кения и Танзания.

## Описание
Популацията на вида е намаляваща.